# Sádek (kraj pardubicki)
Sádek – miejscowość i gmina (obec) w Czechach, w kraju pardubickim, w powiecie Svitavy. W 2022 roku liczyła 553 mieszkańców.